# الإدارة المركزية للتبت
الإدارة التبتية المركزية (التبتية: བོད་ མིའི་ སྒྲིག་ འཛུགས་ ، Wylie: bod mi'i sgrig 'dzugs ، THL: Bömi Drikdzuk ، النطق التبتي: [ˈpʰỳmìː ˈʈìʔt͡sùʔ] ، مضاءة «منظمة نفي شعب التبت»)، يشار إليها غالبًا باسم الحكومة التبتية في المنفى، وهي منظمة سياسية غير ربحية مقرها دارامشالا، الهند. تم تصميم تنظيمها على غرار حكومة برلمانية منتخبة، تتألف من فرع قضائي، وفرع تشريعي، وسلطة تنفيذية.
تم إنشاء المنظمة في 29 مايو 2011 بعد أن رفض الدالاي لاما الرابع عشر دعوات استقلال التبت، وقرر عدم تولي أي سلطة سياسية وإدارية، وتم تحديث ميثاق التبتيين في المنفى على الفور في مايو 2011، وجميع المقالات ذات الصلة الواجبات السياسية للدالاي لاما الرابع عشر والأوصياء الملغاة من الميثاق. في 29 أبريل 1959، أعاد الدالاي لاما تأسيس الكاشاغ الذي ألغته الحكومة الصينية في 28 مارس 1959. يدعم الشتات التبتي واللاجئون الإدارة التبتية المركزية من خلال التصويت لأعضاء البرلمان، وسيكيونغ، ومن خلال تقديم مساهمات مالية سنوية من خلال استخدام «الكتاب الأخضر». كما تتلقى الإدارة التبتية المركزية دعمًا دوليًا من المنظمات والأفراد.
تعد الإدارة التبتية المركزية التقارير والبيانات الصحفية، كما أنها تدير شبكة من المدارس والأنشطة الثقافية الأخرى لأهالي التبت في الهند. في 11 فبراير 1991، أصبحت التبت عضوًا مؤسسًا لمنظمة الأمم والشعوب غير الممثلة (UNPO) في حفل أقيم في قصر السلام في لاهاي بهولندا، وكان الدالاي لاما الرابع عشر هو رئيس دولة التبت قبل أن يصبح رئيسًا دائمًا للإدارة التبتية ويتولى الوظائف التنفيذية للتبتيين في المنفى في 14 يونيو 1991.